# 青木幹雄
青木 幹雄（あおき みきお、1934年〈昭和9年〉6月8日 - 2023年〈令和5年〉6月11日）は、日本の政治家。位階は従三位、勲章は旭日大綬章。
竹下登衆議院議員秘書、島根県議会議員（5期）、参議院議員（4期）、内閣官房長官（第64・65代）、沖縄開発庁長官（第38・39代）、自由民主党参議院幹事長、自由民主党参議院議員会長を歴任した。
長男に青木一彦参議院議員がいる。

## 来歴・人物

### 出生、学生時代
1934年6月8日、島根県簸川郡大社町の漁師の家に誕生する。実家は網元で、大社漁協の組合長だった。漁師の息子だった青木は稲佐の浜で朝から暗くなるまで勉強もしないで真っ黒になって遊んだ。島根県立大社高等学校を経て早稲田大学に入学。雄弁会では幹事長になった。森喜朗は青木の擁立工作に奔走し、その働きが評価され渉外担当の幹事役になった。

### 竹下の秘書
学生時代に竹下登の選挙を手伝った縁で、そのまま地元・島根で竹下の秘書となり、早稲田大学は中退した。1967年、島根県議会議員に当選した。5期、20年近く県議兼秘書として竹下の地元「城代家老」を務めた。1983年5月11日、島根県議会副議長に就任した。

### 参議院議員
1986年、竹下の要請を受けて第14回参院選に立候補、当選した。竹下譲りの気配りと腰の低さをもってして、「竹下の黒子」として永田町界隈を奔走。竹下派会長の金丸信が東京佐川急便事件に絡んで議員辞職したことに伴う竹下派後継会長争いで竹下系が小渕恵三を、金丸系が羽田孜を推して分裂した際、斎藤十朗らと伴に小渕支持に奔走。参院竹下派は金丸系である小沢一郎の「参院は（衆院さえ固めれば）後からついて来る」という参院軽視発言が瞬時に伝わり、参院竹下派38人中30人を小渕支持で固めた。

### 内閣官房長官・内閣総理大臣臨時代理

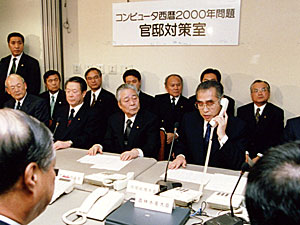
内閣総理大臣小渕恵三らと（青木は右から2人目。1999年12月31日、内閣総理大臣官邸で）

1998年、小渕が内閣総理大臣に選出されると、党参院幹事長に就任した。1999年の第2次改造内閣では野中広務の後任の内閣官房長官（沖縄開発庁長官兼務）として初入閣した。参議院議員が内閣官房長官に就任するのは、第1次海部内閣発足後間もなくスキャンダルで辞任した山下徳夫の後任として環境庁長官から横滑りで就任した森山眞弓以来2人目で、初入閣での就任では初めて。この頃、竹下が病床につくようになり、青木が竹下に代わる政界の実力者として注目されるようになる。その後、経世会支配の象徴と言われた秀和永田町TBRビル第4階の竹下事務所を竹下・青木事務所とし、竹下が座っていた椅子に青木が座るようになった。
2000年、小渕首相が緊急入院し意識不明の状態になると、内閣総理大臣臨時代理に就任して内閣総辞職を決定し、後任の自民党党総裁・首相には森喜朗が選出された。しかし、首相臨時代理への就任から森内閣成立の過程が不透明として、「五人組」の一人として批判された。青木が首相官邸での記者会見や臨時閣議で首相臨時代理の指定を受けたと発表したことや衆参両院議長に提出した内閣総辞職通知書について官職詐称の罪や有印公文書偽造同行使罪にあたるとして民主党から告訴されたが、不起訴処分となった。
森内閣では前内閣の閣僚留任という形で内閣官房長官に留任したが、第2次森内閣発足で官房長官を退き、党参院幹事長に再度就任した。竹下・小渕ら幹部が不在となり、橋本龍太郎に代替わりした派閥を野中らと支えた。

### 参院のドン
2003年、党総裁選挙では現職の小泉純一郎を支持。自ら小泉の推薦人に名を連ねて、参院橋本派をまとめて同派幹部で反小泉の野中と激しく対立した。党総裁選終了後の党人事で小泉は青木に近い額賀福志郎を自民党政務調査会長に起用した。
2004年、第20回参院選では、「自民党が51議席を獲得出来なければ党参院幹事長を辞任する」と自ら宣言していたが、結果は49議席と敗北。しかし、後継執行部人事で党参院議員会長の就任をベテラン議員に要請したところ、ことごとく辞退される。結局「他に会長になる人がいない」ということで、小泉の要請を受け入れる形で自らが党参院議員会長に就任し、「選挙の責任をとって昇格」と若手議員から批判を受けた。なお、この年から党参院議員会長の任期が1年から3年に延長された。
2004年、日歯連闇献金事件が発覚したが、宴席において日歯連幹部が橋本会長に小切手を渡した後に青木が出席、小切手を渡したことに関し青木からお礼を述べられたと日歯連幹部が供述したが、青木は法廷で小切手授受の現場に居合わせたことを否定した。東京地検も政治資金規正法違反で捜査していたが、不起訴となった。これについて検察審査会は不起訴は不当であるとする議決を行った。
2005年、郵政民営化を巡る政局（郵政国会）では、必ず法案を通すことを条件に衆議院執行部側に法案修正や会期延長幅などについて譲歩させたが、参議院で大量の造反を許し面目を失う。しかしその後、第44回総選挙の結果が出ると参議院造反組は総崩れになり、参議院不要論まで飛び出るなど青木以上に面目を失ったため、青木体制は守られた。造反組への処分では衆議院議員に対しては除名や離党勧告を含めた処分で粛清と呼ばれるほどの人事がされた中で、参議院議員の造反組への処分としては参議院幹部としては、今後の参議院審議の見込みなどから衆議院公認候補に反して立候補していないことを理由に、新党に積極的に参加した議員を除き、執行猶予をつけた上での党員資格や党役職の停止という処分にとどめることを提案し、造反組をできるだけ自民党に留めることを考えた。
2006年、青木は小泉の退任により首相に就任した安倍晋三の下でも参議院枠として2つの閣僚ポストを確保し内閣への影響力を維持した。一方で小泉改革によって弱体化した地方組織を立て直すために郵政造反組の復党を安倍に提案。しかし、党内での反対論が噴出。12月に11人が復党したが、内閣支持率の低下につながった（郵政造反組復党問題）。

### 小沢民主党への危機感
2007年、第21回参院選に向け、かつては同じ派閥であった民主党代表の小沢一郎が相次いで打ち出した農家への戸別所得補償など地方重視の政策に対し、市町村合併によって共に戦う地方議員の減少、地方の自民党離れなどの悪条件を察知した青木は深い危機感を募らせた。そのため、安倍総裁に小沢民主党の脅威と地方重視の政策を再三に渡って忠告した。また参議院で与党が過半数割れになった場合「与党が過半数割れすれば法案は1本も通らず、安倍内閣も自民党も完全に死に体だ。国民は黙っておらず、衆院を解散して民意を問え、となる」と述べ、与党が敗北すれば政権運営の困難化と早期の解散総選挙が避けられない見通しを示した。
しかし、安倍は積極的に検討せず、そこに年金問題や閣僚の不始末に対する自民党への不信が高まる中、青木は改革を国民に示すべく安倍内閣の天下り規制などの公務員改革案に乗り、参院選年の会期延長による審議時間確保や民主党委員長による逆転委員会に対する中間報告による強行採決などの「奥の手」を通じて公務員改革法を成立させたが、参院選は自民党の惨敗（37議席）に終わり民主党に参院第一党の座を奪われ、ねじれ国会となった。また参院津島派は参院幹事長の片山虎之助、青木側近の景山俊太郎らが落選、当選者がわずか3名で町村派に参院第1派閥を引き渡した。影響力低下が確実となり、青木は党参院議員会長の職を辞任し、党島根県支部連合会会長職の辞意も表明した。参議院自民党最高顧問を新設し、就任を打診したが、固辞した。特に、景山の落選は島根県の衆参全議席を自民党で占めていた一角が崩れたこともあり、竹下王国あるいは青木王国の崩壊とまで言われた。
しかし参議院のドンとして築いてきた様々な人脈や政治勘もあり、参議院自民党幹部が青木に物事を相談することがしばしばあり、党内で隠然たる影響力を持っていた。

### 引退、晩年
2010年3月31日の参議院本会議における改正雇用保険法など10件の採決で、隣席に座る自民党の若林正俊議員が、出席の札を立てたまま議場を離れていた青木の投票ボタンを押した。若林は責任をとって議員辞職し、問題となった10件の投票は無効として扱われた。
同年7月の第22回参議院議員通常選挙について、党内からは若返りを理由に選挙時に76歳になる青木に対し公認を与えないよう執行部に求める動きもあったが、党で導入されている定年制（73歳）は比例代表のみ適用であるのに対し、青木自身は同年1月に選挙区からの出馬を表明し、島根県連も了承を経て自民党執行部は公認候補とした。普段は盤石な地盤に支えられ、他候補の応援に回っていたが、今回は「野党となって初めて経験する選挙で、想像を絶する厳しい選挙戦になる」として、地元で多くの車座集会を重ねて選挙戦に備えた。
しかし、5月13日に軽い脳梗塞で入院したことで出馬断念を伝え、5月14日に引退を表明。奇しくも5月14日は官房長官として支えた小渕恵三が脳梗塞で死去した日と同じであった。後継は自民党島根県連に一任というかたちを取って、後継候補として長男の青木一彦が擁立され当選した。選挙直前の病状悪化による引退表明、後継候補の県連一任、親族の後継候補擁立と、師匠の竹下登と同じかたちを取ることになった。
議員引退に伴い、1989年から21年間在任していた自民党島根県連会長も辞し、同年9月に自民党島根県連最高顧問に就任。その後も影響力を保持し続けたが、2018年自由民主党総裁選挙で竹下派会長の竹下亘に石破茂の支持を要請して竹下派を分裂選挙に追い込んだり、2019年の第19回統一地方選挙では自らが推した島根県知事選挙の候補者が同県議会議員の支持を得られず落選するなど、その影響力には陰りもみられたと思われていた。
しかし、菅義偉の後継を争う2021年の自民党総裁選に立候補した岸田文雄や野田聖子、また河野太郎の父親である河野洋平や今回は立候補を見送った石破茂らと面会するなど、なお一定の影響力を保った。
2023年6月11日午後8時半ごろ、老衰のため神奈川県川崎市内の施設で死去した。89歳没。翌12日に党関係者が明らかにした。死没日付をもって従三位に叙され、旭日大綬章を追贈された。8月29日に自民党・青木家合同葬が東京プリンスホテルで行われた。

## 略歴

### 経歴
- 1934年（昭和9年）
  - 6月8日 - 出生。
- 1958年（昭和33年）
  - 3月 - 衆議院議員竹下登秘書[21]。
  - 早稲田大学法学部中途退学[21]。
- 1966年（昭和41年）
  - 10月 - 大社町漁業協同組合長理事就任[21]。

### 政歴
- 1967年（昭和42年）
  - 4月 - 島根県議会議員一般選挙（簸川第三選挙区・自民党公認）初当選。無投票。
- 1971年（昭和46年）
  - 4月 - 島根県議会議員一般選挙（簸川第三選挙区・自民党公認）2期目当選。無投票。
- 1975年（昭和50年）
  - 4月 - 島根県議会議員一般選挙（簸川第三選挙区・無所属）3期目当選。8,744票。
- 1979年（昭和54年）
  - 4月 - 島根県議会議員一般選挙（簸川第三選挙区・自民党公認）4期目当選。無投票。
- 1983年（昭和58年）
  - 4月 - 島根県議会議員一般選挙（簸川第三選挙区・自民党公認）5期目当選。8,350票。
- 1986年（昭和61年）
  - 7月6日 - 第14回参議院議員通常選挙（島根県選挙区・自民党公認）初当選。289,294票。
- 1991年（平成3年）
  - 11月6日 - 宮澤内閣で大蔵政務次官に就任。
- 1992年（平成4年）
  - 7月26日 - 第16回参議院議員通常選挙（島根県選挙区・自民党公認）2期目当選。245,754票。
- 1994年（平成6年）
  - 9月30日 - 参議院農林水産委員長就任。
- 1998年（平成10年）
  - 7月12日 - 第18回参議院議員通常選挙（島根県選挙区・自民党公認）3期目当選。212,498票。
  - 7月27日　党参議院幹事長就任。
- 1999年（平成11年）
  - 10月5日 - 内閣官房長官兼沖縄開発庁長官（小渕第2次改造内閣）就任。
- 2000年（平成12年）
  - 4月3日 - 内閣総理大臣臨時代理就任。
  - 4月5日 - 内閣官房長官兼沖縄開発庁長官（第1次森内閣）就任。
  - 7月27日 - 党参議院幹事長就任。
- 2004年（平成16年）
  - 7月11日 - 第20回参議院議員通常選挙（島根県選挙区・自民党公認）4期目当選。254,704票。
  - 7月26日 - 党参議院議員会長就任。
- 2010年（平成22年）
  - 5月14日 - 第22回参議院議員通常選挙への不出馬を表明。事実上の政界引退へ。
- 2023年（令和5年）
  - 6月11日 - 老衰のため死去。89歳没。

## エピソード

### 人柄
- たばこのチェリーが大好物[22]。趣味はゴルフ、読書[21]。
- 「だわね[注釈 1]」が口ぐせで、"ずーずー訛り"がある。どちらも出身地である島根東部の方言（出雲弁）による。出雲弁は発音にも特徴が顕著なため標準語を喋っていてもその影響が強く表れている。
- 競馬ファンであり、党参院競馬推進議員連盟の会長を務めた。

### 政治家として
- 自ら政策にまつわる理念を強く主張することはめったにない。基本的には旧来の利益誘導型政治家の代表格[23] である。
- 竹下の側近としての政治活動から、参議院自民党に強い影響力を持っていることから「参院のドン」とも呼ばれ、参議院は「ミキオハウス」とも呼ばれた。そのため、小泉から「参議院のことは全て青木さんに任せている」という暗黙の空気を作ることで参議院枠を確保。閣僚人事構想で派閥の肘鉄を受けずにフリーハンドの人事権を持つように見られた小泉であったが、参議院枠「閣僚17人中2人・副大臣22人中4人・政務官26人中8人」に縛られながら当たることになった。そのためトップダウン方針と思われた小泉に直言できる数少ない有力者であった。小泉内閣の公共事業削減で、地元の島根県で大幅な削減計画を発見すると、関係官僚を呼び出し一喝して撤回させた。このことはニュースで注目を集めるも、小泉は一切触れなかった。青木の影響力の大きさが垣間見えたできごとであった。そのためか、竹下没後の島根は青木王国とも称されるようになった[注釈 2]。
- 政治家生活の末期は民主党に参議院の実権を握られて力が弱体化したが、民主党参議院議員のドンである輿石東とパイプを構築し、双方の政権で与野党交互の立場で参議院運営のかじ取りを行った。双方は戦友として私的にも仲良しになった。
- 小泉政権下、所属派閥の橋本派（旧竹下派）は弱体化したが、青木は最終的には必ず小泉を支持した。特に派閥が衆参で分裂状態となった2003年総裁選において、参院自民党を小泉支持でまとめたことで、小泉の長期政権を生んだ影の主役となった。人事で辣腕をふるったとされる小泉だが、参議院についてはすべて青木に一任していたためといわれる。

### 青木の法則
- 「内閣支持率と（与党第一党の）政党支持率の合計が50%を切ったら、内閣は退陣となる」という持論を持っている。確たる根拠があるわけではないが政界ではよく知られた話であり、青木の法則[24] または青木方程式[25] としてメディアでしばしば紹介されている。

### 交友関係
- 小渕秘書官の古川俊隆は古くから青木の麻雀仲間だった[26]。早大雄弁会の同輩でもあった[26]。
- 小渕は早稲田の学生だった頃、腹が空くと森喜朗と2人で青木家に行ってパンを食わせてもらっていた[27]。
- 同じ青木姓で（縁戚関係はなし）竹下の秘書を勤めた青木伊平とは「犬猿の仲」だった[5]。伊平がリクルート事件のさなか自殺したことで青木は竹下の一番の側近になった[5]。2000年に竹下が死去した際には、飯石郡掛合町で執り行われた葬儀では、青木が弔辞を読んだ[27]。

## 政策
- 皇位継承問題に関して、女系天皇に反対。
- 人権擁護法案推進。

## 家族・親族
青木家
島根県出雲市大社町杵築北
- 父（大社町漁業協同組合長）
- 弟・文雄（秘書）[28]
文雄は兄・幹雄と同じく元首相竹下登の秘書だった[28]。
- 妻・禮子
早稲田大学在学中に学生結婚し、2男1女をもうけた[28]。
- 長男・一彦（政治家）
1961年 -

親戚
- 娘婿・細木正彦（ウィルコンサルティング代表取締役）[28]

## 主な所属していた団体・議員連盟
- 日韓議員連盟（副会長）
- 天皇陛下御即位二十年奉祝国会議員連盟（顧問）
- 北京オリンピックを支援する議員の会（顧問）
- 日韓トンネル研究会（顧問）
- 日本会議国会議員懇談会（顧問）
- 神道政治連盟国会議員懇談会